# Unteres Estetal
Das Untere Estetal ist ein Naturschutzgebiet in der niedersächsischen Hansestadt Buxtehude und der Gemeinde Beckdorf in der Samtgemeinde Apensen im Landkreis Stade.

## Allgemeines
Das Naturschutzgebiet mit dem Kennzeichen NSG LÜ 342 ist circa 263 Hektar groß. Davon entfallen circa 189 Hektar auf die Hansestadt Buxtehude und circa 74 Hektar auf die Gemeinde Beckdorf. Das Naturschutzgebiet ist auf 238 Hektar Fläche Bestandteil des FFH-Gebietes „Este, Bötersheimer Heide, Glüsinger Bruch und Osterbruch“. Das Gebiet ist fast vollständig vom Landschaftsschutzgebiet „Este- und Goldbecktal“ umgeben. Im Geltungsbereich der Naturschutzverordnung ging das Landschaftsschutzgebiet im Naturschutzgebiet auf. Das Gebiet steht seit dem 14. Dezember 2018 unter Naturschutz. Zuständige untere Naturschutzbehörde ist der Landkreis Stade.

## Beschreibung
Das Naturschutzgebiet liegt südlich von Buxtehude. Es umfasst das Estetal von der Kreisgrenze zum Landkreis Harburg bis zur Querung der Este durch die Bundesstraße 73 in Buxtehude und einen rund 2,5 km langen Talabschnitt der Goldbeck, die hier entlang der Kreisgrenze verläuft. Das Naturschutzgebiet wird von einem Wechsel von Auwäldern und Grünländern unterschiedlicher Feuchtegrade mit Röhrichten und Hochstaudenfluren geprägt. Die Wälder sind als Erlen-Eschen- bzw. Erlenbruchwälder mit Schwarzerle und Gemeiner Esche und feuchte Eichen-Hainbuchenwälder mit Stieleiche und Hainbuche ausgeprägt. Sie dominieren insbesondere den nördlichen Teil des Naturschutzgebietes zwischen Heimbruch und Buxtehude. Stellenweise sind Grünlandbereiche in die Wälder eingebettet, die vielfach brachgefallen sind. Grünländer dominieren den südlichen Bereich des Schutzgebietes in der sich hier aufweitenden Esteniederung. Die Grünländer werden überwiegend extensiv bewirtschaftet. Insbesondere im südlichen Bereich des Naturschutzgebietes sind auch wertvolle Feuchtwiesen zu finden. Auf brachgefallenen Bereichen breiten sich Schilfröhrichte und Großseggenriede aus. Außerdem sind mehrfach Hybridpappelforste zu finden. An den Talrändern stocken teilweise Eichenmischwälder und Kiefernforste.
Die Este verläuft im Naturschutzgebiet teilweise relativ naturnah mit flutender Wasservegetation und Uferstaudenfluren. Sie hat besondere Bedeutung als Lebensraum und Wanderkorridor verschiedener Fische, darunter Meer- und Bachforelle, Hasel, Döbel, Gründling und Schmerle, und der Rundmäuler Meer-, Fluss- und Bachneunauge sowie für den Fischotter. Vereinzelt wurde auch der Bitterling im Gebiet nachgewiesen. Altarme und Kleingewässer sind Lebensraum verschiedener Amphibien, darunter der Kammmolch. Das Naturschutzgebiet ist Lebensraum des Schwarzstorchs sowie verschiedener Fledermausarten.